# Eve Kivi

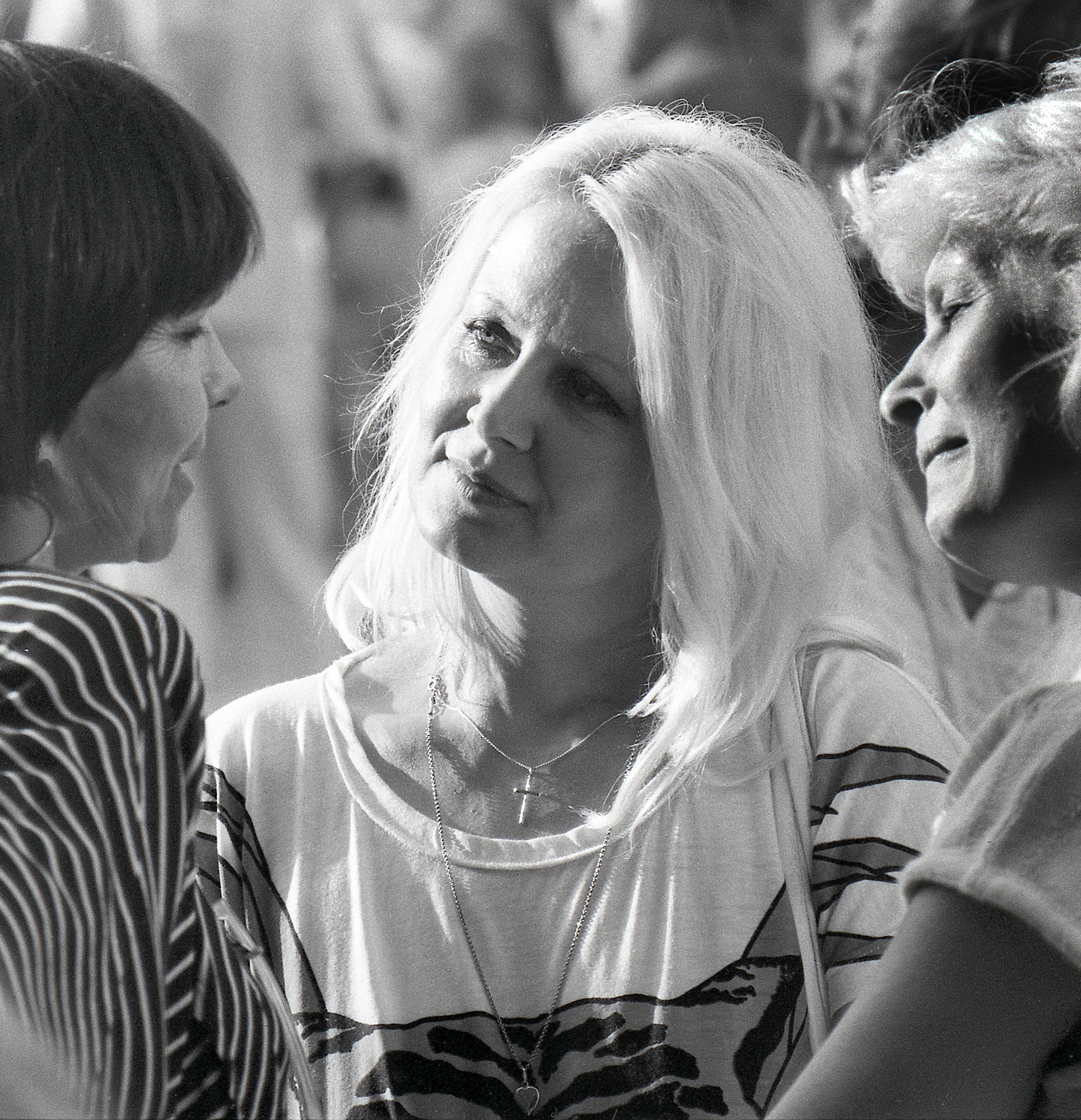
Eve Kivi em 1988

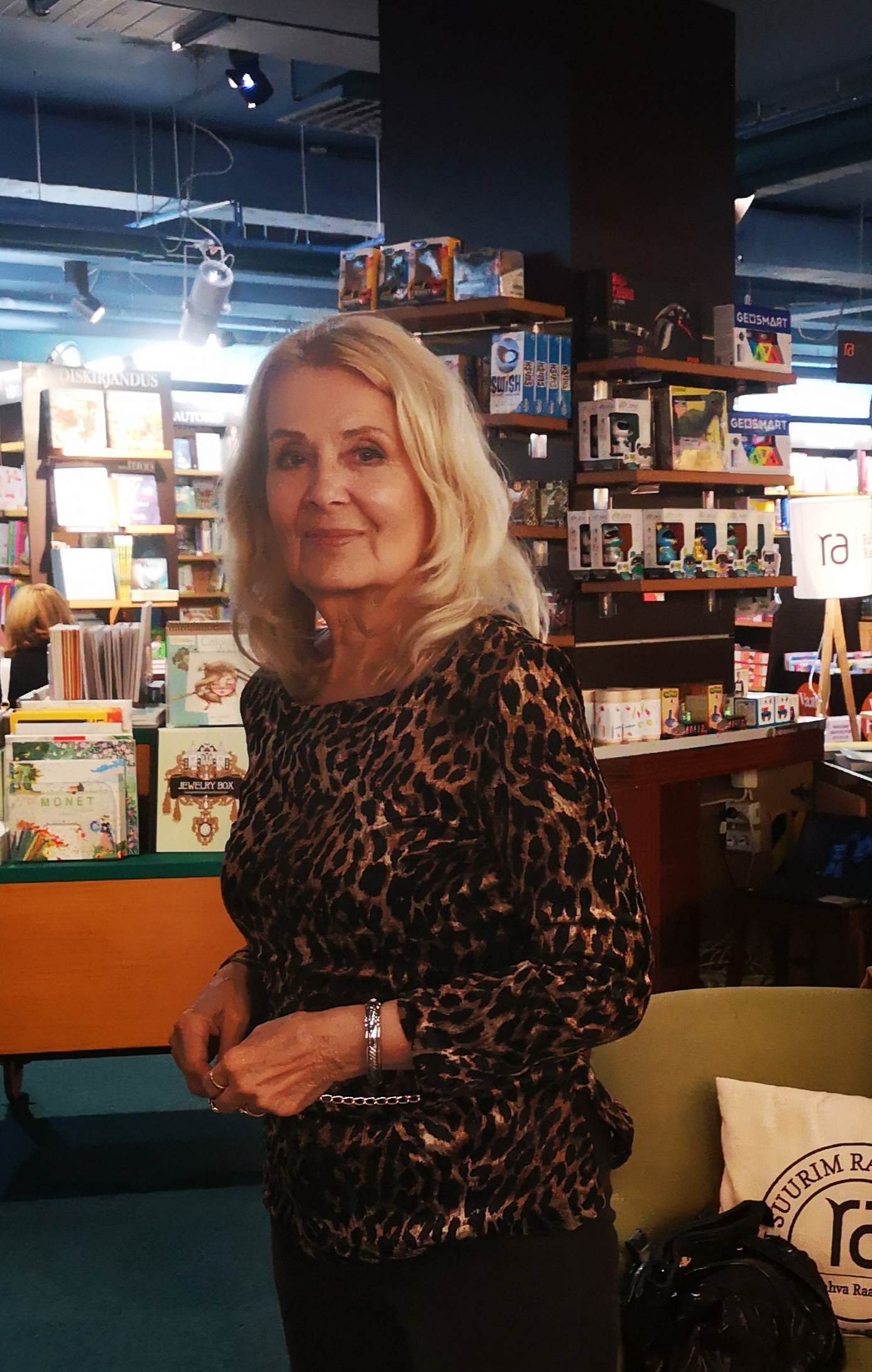
Eve Kivi em 2020

Eve Kivi (nome verdadeiro Eeve Kivi; nascida a 8 de maio de 1938 em Paide) é uma actriz estoniana.

## Biografia
Em 1959 formou-se no estúdio de aprendizagem do Teatro de Drama Estoniano. Ela trabalhou na Tallinnfilm e na Mosfilm. Desde 1955 que ela participou em cerca de 50 filmes.
Prémios:
- 1983: Artista de Mérito da RSS da Estónia[1]